# Жалтырский сельский округ
Жалты́рский се́льский окру́г (каз. Жалтыр ауылдық округі) — административная единица в составе Астраханского района Акмолинской области Казахстана. 
Административный центр — село Жалтыр. 

## География
Административно-территориальное образование расположено в центрально-северной части Астраханского района. В состав сельского округа входит 4 населённых пункта.
Граничит с землями административно-территориальных образований: Староколутонский сельский округ — на западе, Острогорский сельский округ — на северо-западе, Айнакольский сельский округ Буландынского района — на севере, Кызылжарский сельский округ — на северо-востоке, Пригородный сельский округ Шортандинского района — на востоке, Астраханский сельский округ — на юге, Колутонский сельский округ — на юго-западе.
Гидрографическая сеть округа представлена главным образом рекой Колутон, — протекающая с востока на запад в северной части сельского округа. 
Через территорию сельского округа проходит Южно-Сибирская железнодорожная магистраль, имеется станция. С юга на запад проходит автомобильная дорога республиканского значения — М-36 «Граница РФ (на Екатеринбург) — Алматы, через Костанай, Астана, Караганда». С территории округа начинается автодорога областного значения КС-1 «Жалтыр — Макинск».

## История
В 1989 году существовал как — Жалтырский поссовет (пгт Жалтыр).
В периоде 1991—1998 годов:
- поссовет был преобразован в поселковую администрацию, в 1995 году — в сельский округ;
- Акбеитский сельский округ был включен в состав Жалтырского сельского округа.

Постановлением акимата Акмолинской области от 10 декабря 2009 года № а-13-532 и решением Акмолинского областного маслихата от 10 декабря 2009 года № 4С-19-5 «Об упразднении и преобразовании некоторых населенных пунктов и сельских округов Акмолинской области по Аккольскому, Аршалынскому, Астраханскому, Атбасарскому, Енбекшильдерскому, Зерендинскому, Есильскому, Целиноградскому, Шортандинскому районам» (зарегистрированное Департаментом юстиции Акмолинской области 20 января 2010 года № 3344):
- станция Астраханка — была переведена в категорию иных поселений и исключена из учётных данных;
- поселение упразднённого населённого пункта — вошло в состав села Жалтыр.

Постановлением акимата Акмолинской области от 22 ноября 2019 года № А-11/569 и решением Акмолинского областного маслихата от 22 ноября 2019 года № 6С-39-9 «Об изменении административно-территориального устройства Астраханского района Акмолинской области» (зарегистрированное Департаментом юстиции Акмолинской области 29 ноября 2019 года № 7529):
- Жарсуатский сельский округ был упразднён и исключён из учётных данных;
- сёла Жарсуат, Ягодное и территория упразднённого сельского округа — вошли в состав Жалтырского сельского округа.

## Население
| Численность населения | Численность населения | Численность населения |
| 1989                  | 1999                  | 2009                  |
| --------------------- | --------------------- | --------------------- |
| 6177                  | ↘5753                 | ↘5046                 |

## Состав
| № | Населённый пункт | Тип населённого пункта       | Население, 1989 | Население, 1999 | Население, 2009 |
| - | ---------------- | ---------------------------- | --------------- | --------------- | --------------- |
| 1 | Акбеит           | село                         | 1 226           | 522             | 178             |
| 2 | Жалтыр           | село, административный центр | 6 177           | 5 203           | 4 804           |
| 3 | Жарсуат          | село                         | 1 164           | 726             | 323             |
| 4 | Ягодное          | село                         | 386             | 254             | 121             |

## Местное самоуправление
Аппарат акима Жалтырского сельского округа — село Жалтыр, улица Ленина, 12.
- Аким сельского округа — Иманкулов Амангельды Ускунбаевич[1].